# Charaxes diana
Charaxes diana är en fjärilsart som beskrevs av Rothschild 1898. Charaxes diana ingår i släktet Charaxes och familjen praktfjärilar. Inga underarter finns listade i Catalogue of Life.